# ダウンライト

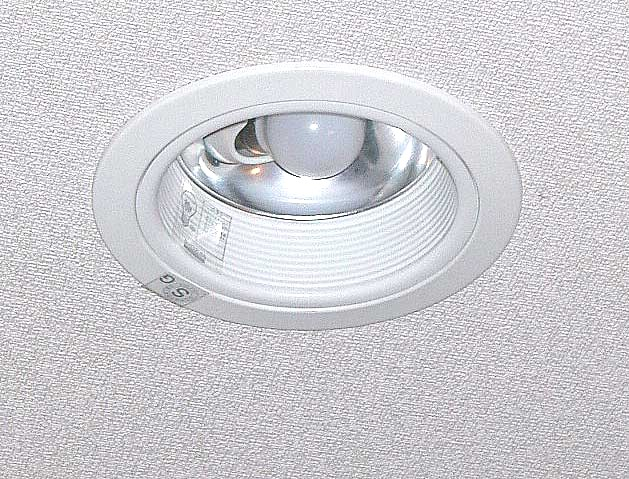
ダウンライト（SG形）

ダウンライト(downlight)は、天井に埋め込んで取り付ける照明器具のうち、小型のもの。天井に埋め込んで設置するため天井面がフラットになるという特徴がある。
多くのダウンライトは筒状の形状になっており、天井内部に埋め込んで下面を照らす。
天井に露出する下面の形状は角型、丸型がある。
過熱による火災を防ぐため、ダウンライト内部のまわりには空間を確保する必要がある。
断熱施工に対応する器具はブローイング工法、マット敷工法の天井に対応できる。
これをS形ダウンライトと呼び、SB形、SG形、SGI形に分かれる。
- SB形 ブローイング工法、マット敷工法に対応
- SG形 マット敷工法に対応(地域Iでは使用できない)
- SGI形 マット敷工法に対応(全地域使用可能)

(地域Iは北海道をあらわす。)
断熱施工に対応していないダウンライトはM型(または一般型)と呼ばれる。
断熱施工の住宅では使用できない。住宅以外で施工する場合は、器具と断熱材又は防音材との間に一定の離隔をとる必要がある。
一部のダウンライトはサーマルプロテクタを内蔵しており、
なんらかの理由で器具の温度が異常に高くなった場合は自動的に電源を遮断して消灯する。
温度が下がると再び点灯する。

## 種類
ウォールウォーシャー
壁を照らす
グレアカットダウンライト
人の視界に不快な光(グレア)が入らないようになっており、まぶしさを抑える
傾斜天井用ダウンライト
傾斜している天井に取付可能のもの
高気密ダウンライト
気密性が高く、断熱、遮音に効果がある
直付ダウンライト
埋め込まず天井に直付するダウンライト
バッフルタイプ
ダウンライトの鏡面に縞状の段が入っており、光を拡散させてまぶしさを防止する
ユニバーサル
ランプ部分が可動式になっており、光の方向を自由に変える事ができる